# Khanato di Mekhtulin
Il khanato di Mekhtulin (detto anche principato di Mekhtulin) fu uno stato principesco del Caucaso, avente per capitale la città di Aimaki Nijny.

## Storia
Il Khanato di Mekhtuli si formò nel XVII secolo durante il crollo dello Shamkhalato di Tarki. Il suo nome deriva dal nome del suo fondatore, Kara-Mekhti, che, secondo leggenda e fonti attendibili, proveniva dalla stessa casata degli Shamkhal.
Nella prima metà del XVII secolo, fu proprio Kara-Mekhti a espandere la propria influenza ed il suo potere anche nelle terre adiacenti a quelle ottenute dalla divisione di Tarki, in particolare in quelle aree del Daghestan abitate da tribù di lingua avara e dargin, a Kazikumukh, Khunzakh, Karakh, Bogulal, Jamalal, Andi, Akush, Tomeli, Tsunta, Michkich.
Nell'autunno del 1741, le truppe di Ahmad Khan sconfissero l'esercito del persiano di Nadir Shah nella gola di Aymakin vicino a Dzhengutai, guadagnandosi una fama importante al punto che ottenne il grado di generale dal sultano turco Mahmud I.
Durante la guerra caucasica, scoppiarono dei disordini anche negli abitanti del khanato che prese parte al fianco dei russi alla campagna contro i rivoltosi dell'area, segno di una mai completa dipendenza dall'impero dello zar. Nel 1867, infatti, l'ultimo khan, Rashid Khan, decise di rinunciare ai propri diritti e di abdicare, includendo de facto il suo principato entro i confini dell'impero russo.

## Governanti
- Kara-Mekhtiy (menzionato nel 1590)
- Ahmad Khan I (menzionato 1638-40)
- Ali Khan (prec. inizio XVII)
- Mehdi II (metà del XVII secolo)
- Pir-Muhammat (inizio del XVIII secolo)
- Mahdi III (menzionato nel 1732)
- Ahmad Khan II (1735-1749)
- Mahdi IV (1749-1773)
- Alì Sultan (1773-1809)
- Hassan Khan (1809-1818)
- Ahmadkhan Aji Khan (? - 1796)
- Gasan Khan (1809-1818)
- Ahmad Khan III (1824-1843)
- Nuh-Bike (1843-1855)
- Ibrahim Khan (1855-1859)
- Rashid Khan (1859-1867)